# Scopula attributa
Scopula attributa là một loài bướm đêm trong họ Geometridae.